# Bayan Mahmoud Al-Zahran
Bayan Mahmoud Al-Zahran est avocate en Arabie saoudite. Elle est la première femme de ce pays à exercer cette profession.
Elle est ensuite la première à fonder un cabinet d'avocats entièrement féminin dans le pays. Son objectif principal est de défendre les femmes et leurs droits.

## Biographie et carrière
Bayan Mahmoud Al-Zahran est la fille du cheikh Mahmoud Al-Zahran. Elle a suivi une formation de consultant juridique pendant trois ans, représentant et défendant les intérêts de plusieurs dizaines de clients dans des litiges d'ordre familial, pénal ou civil. Son premier objectif était de s'attacher au problème de la violence domestique, mais ensuite elle a aussi étudié les cas de prisonniers financiers et de divers criminels.
En mai 2013, Arwa Al-Hujaili est devenue la première avocate stagiaire en Arabie saoudite,. En novembre 2013, Bayan Mahmoud Al-Zahran est devenue la première femme avocate de l'histoire de l'Arabie saoudite. Les trois autres femmes à suivre la même voie étaient Sara Aalamri, Jehan Qurban et Ameera Quqani.
Avant l'octroi de licences d'avocat aux femmes saoudiennes, les diplômées en droit n'étaient autorisées qu'à servir de consultantes juridiques. Bayan Mahmoud Al-Zahran a représenté un client devant le tribunal de Djeddah pour la première fois en novembre 2013, devenant ainsi la première femme avocate en Arabie saoudite.
Le 1er janvier 2014, elle a fondé le premier cabinet d'avocats entièrement féminin d'Arabie saoudite. Elle a déclaré que le principal but de son cabinet d'avocats était de porter les problèmes des femmes saoudiennes devant les tribunaux et de lutter pour leurs droits, les droits des femmes. Mazen Batterjee, vice-président de la Chambre de commerce de Jeddah, a assisté à l'ouverture de ce cabinet, félicitant les femmes tout en les avertissant de respecter la charia et les restrictions judiciaires exigeant que les femmes portent le hijab.

## Reconnaissance
Le magazine Arabian Business basé à Dubaï a classé Bayan Mahmoud Al-Zahran comme la septième femme arabe la plus puissante de sa liste de 2015. Elle a également été incluse dans la liste 2015 des 50 plus grands leaders mondiaux selon le magazine Fortune.